# Pandemia di COVID-19 nella Repubblica Democratica del Congo
Il primo caso della pandemia di COVID-19 nella Repubblica Democratica del Congo è stato confermato il 10 marzo 2020.

## Antefatti
Il 12 gennaio 2020, l'Organizzazione mondiale della sanità (OMS) ha confermato che un nuovo coronavirus era la causa di una nuova infezione polmonare che aveva colpito diversi abitanti della città di Wuhan, nella provincia cinese dell'Hubei, il cui caso era stato portato all'attenzione dell'OMS il 31 dicembre 2019.
Sebbene nel tempo il tasso di mortalità del COVID-19 si sia rivelato decisamente più basso di quello dell'epidemia di SARS che aveva imperversato nel 2003, la trasmissione del virus SARS-CoV-2, alla base del COVID-19, è risultata essere molto più ampia di quella del precedente virus del 2003, ed ha portato a un numero totale di morti molto più elevato.
Il 5 maggio 2023, l'Organizzazione mondiale della sanità dichiara ufficialmente la fine della pandemia.

## Cronologia

### Primi casi confermati

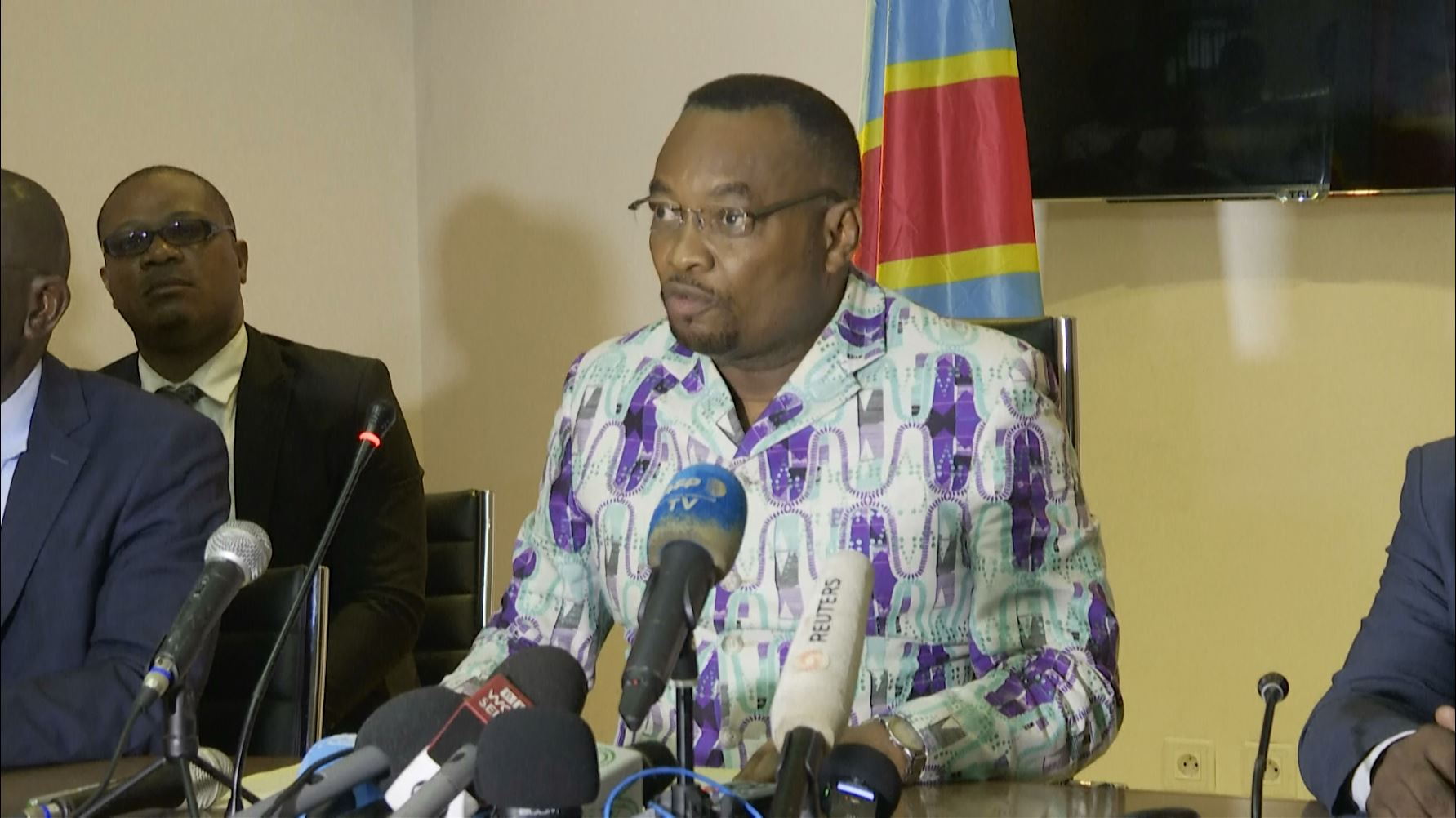
Il ministro della Sanità Eteni Longondo annuncia l'identificazione del primo caso di coronavirus nel paese, il 10 marzo 2020.

Il 10 marzo 2020 è stato confermato il primo caso nel Paese. Inizialmente è stato riferito che si trattava di un cittadino belga che aveva visitato il paese e successivamente era stato messo in quarantena in un ospedale di Kinshasa. Il ministro della Sanità della Repubblica Democratica del Congo, Eteni Longondo, ha dichiarato che la situazione era "sotto controllo" e che "non c'era bisogno di farsi prendere dal panico".
La nazionalità e la cronologia dei viaggi del primo caso si sono rivelate errate. Il caso era in realtà un cittadino congolese tornato dalla Francia e contattato dai servizi sanitari. L'incapacità di riferire dettagli precisi sul primo caso ha provocato un rimprovero del presidente Félix Tshisekedi che ha dichiarato in una riunione del gabinetto che il ministero della salute aveva agito in modo "spaventoso e mediocre".
Il 17 marzo, quando furono rilevati tre casi di coronavirus a Kinshasa, venne organizzato un consiglio dei ministri straordinario, nel quale il presidente Tshisekedi nominò il virologo Jean-Jacques Muyembe, noto per la sua lotta contro il virus Ebola, a capo della lotta al coronavirus.
Il 19 marzo il presidente Tshisekedi annunciò la sospensione dei voli provenienti dai paesi a rischio e la chiusura di tutte le scuole e le università della nazione.
Il 22 marzo vennero scoperti due casi sospetti tra i passeggeri di un volo della Congo Airways atterrato a Lubumbashi e proveniente da Kinshasa. Il governatore dell'Alto Katanga, Jacques Kyabula Katwe, decise di mettere in confinamento la sua provincia per due giorni. I due casi sospetti si rivelarono un falso allarme qualche giorno dopo.
Il 24 marzo vennero confermati un totale di 45 casi, due decessi ed una guarigione.

### Stato d'emergenza e confinamento

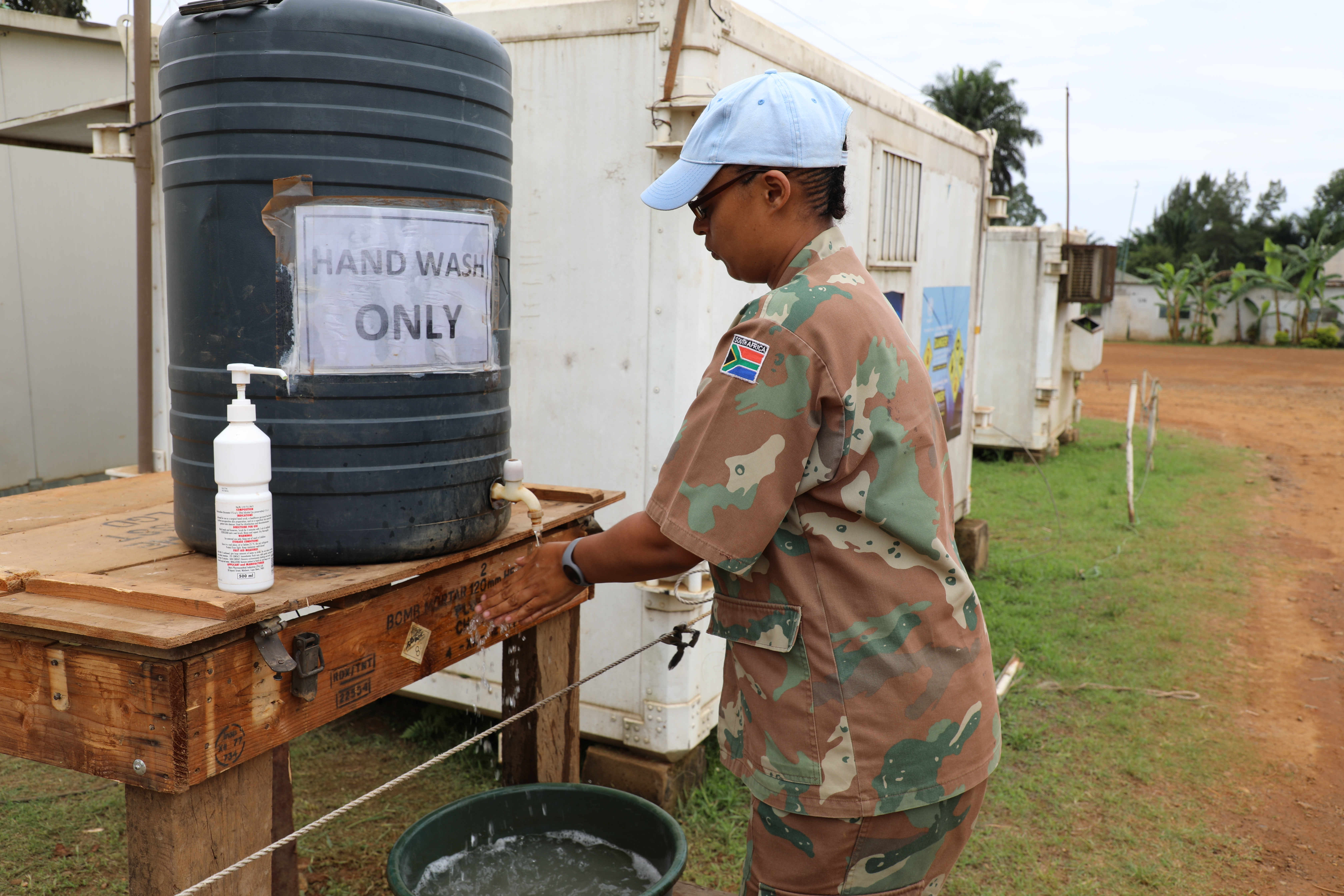
Una donna soldato del MONUSCO si disinfetta le mani per evitare il propagarsi del virus.

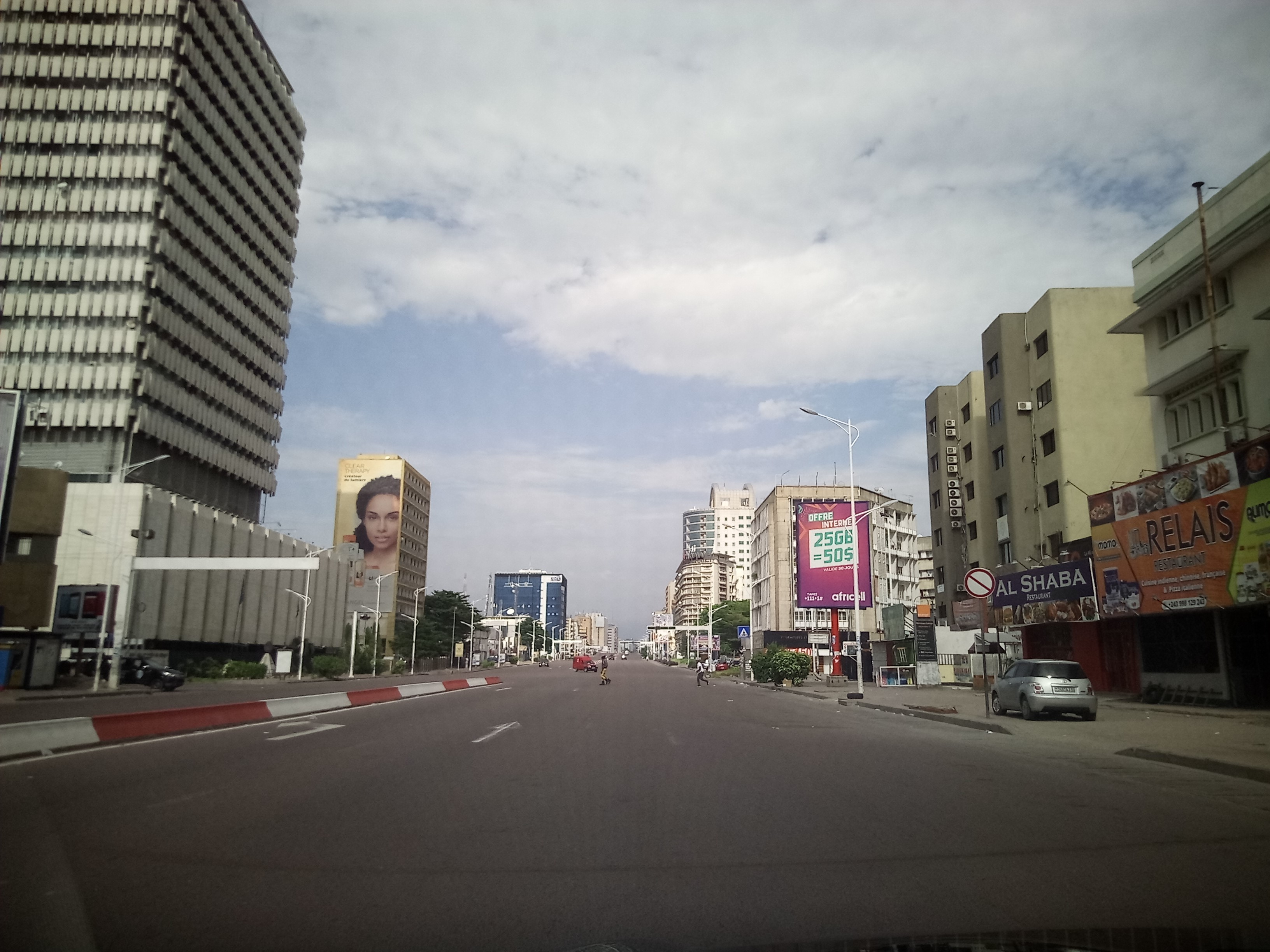
Il Boulevard du 30 Juin di Kinshasa ad aprile, durante il confinamento.

La sera del 24 marzo 2020, il presidente Félix Tshisekedi dichiarò lo stato di emergenza durante un discorso in televisione ed annunciò che la capitale Kinshasa sarebbe stata messa in confinamento: il confinamento venne revocato verso la fine del mese. Il 26 marzo, il virologo Jean-Jacques Muyembe annunciò che era stato identificato il primo caso di coronavirus nella provincia del Kivu Nord. Invece, il governatore della provincia, Carly Nzanzu Kasivita, smentì la notizia affermando che il paziente ammalatosi di COVID-19 si trovava nella provincia dell'Ituri, fatto poi confermato dalle autorità sanitarie.
Il 29 marzo vennero registrati i primi due casi a Bukavu, nella provincia del Kivu Sud. Il professor Denis Mukwege venne incaricato di occuparsi della gestione dell’epidemia in questa provincia.
Il 31 marzo venne confermato ufficialmente il primo caso di coronavirus nella provincia del Kivu Nord, nella città di Goma. Il 3 aprile le autorità sanitarie congolesi confermarono il primo contagio nella città di Beni (nella provincia del Kivu Nord), che era stata un focolaio durante l’epidemia di Ebola. Nello stesso giorno si registrarono due nuovi casi a Goma (uno dei pazienti era stato a Kinshasa), e le autorità della provincia decisero di mettere in isolamento questa città, Beni e la città di Butembo per due settimane, a partire dal 6 aprile. Sempre il 3 aprile si registrò il primo caso nella provincia di Kwilu, a Idiofa.
Il 6 aprile iniziò un nuovo periodo di confinamento per il comune di La Gombe, situato nelle vicinanze di Kinshasa, come annunciato dal governatore quattro giorni prima.
Il 15 aprile l’unità operativa incaricata di contrastare la COVID-19 annunciò che l’epidemia nella capitale avrebbe raggiunto il picco nelle prime settimane di maggio e segnalò un grande afflusso di pazienti nelle strutture ospedaliere, affermando di "temere il peggio". Il 23 aprile il parlamento della nazione approvò la prologa dello stato di emergenza sanitaria per altre due settimane.
Il 24 aprile si registrò il primo caso nella provincia dell'Alto Katanga, a Lubumbashi.

### Aumento dei contagi

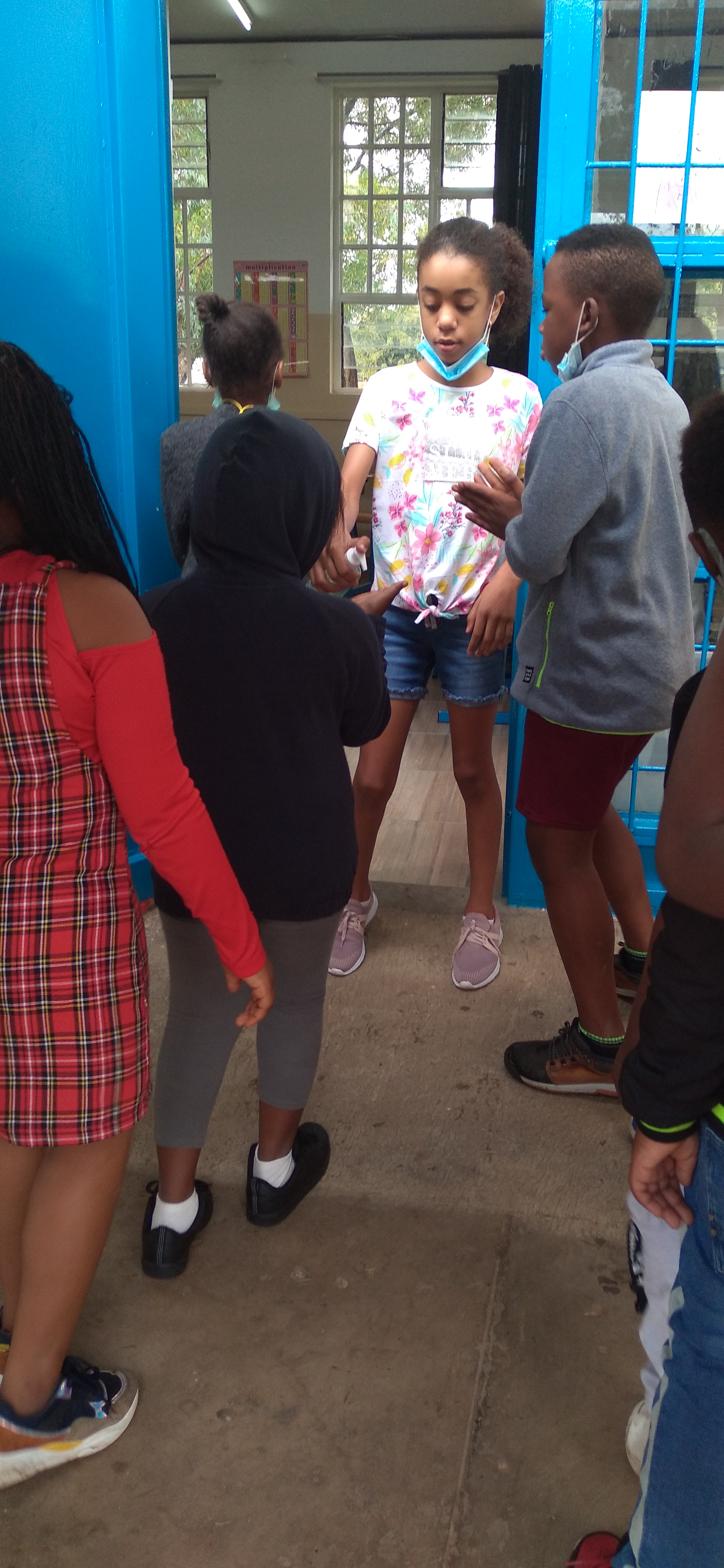
La disinfezione delle mani all'entrata della classe di una scuola congolese, nel marzo 2021.

Nel mese di maggio, oltre alla pandemia di COVID-19 si aggiunse anche l'allarme per il morbillo, dato che il sistema sanitario congolese è molto limitato. Il 1º giugno 2020 è stato dichiarato un nuovo focolaio di ebola a Mbandaka, in concomitanza con la pandemia della COVID-19, l'epidemia di ebola di Kivu e il più grande focolaio di morbillo al mondo: la situazione è stata descritta come una "tempesta perfetta" dalla Croce Rossa.
Nel mese di giugno si registrarono 3990 nuovi casi, per un totale di 7038 contagi, ed il numero dei decessi salì a 169. Nel mese di luglio si registrarono 2031 nuovi casi, per un totale di 9096 contagi, ed il numero dei decessi salì a 214. Il numero dei pazienti guariti raggiunse quota 6796. Nel mese di agosto si registrarono 1028 nuovi casi, per un totale di 10.097 contagi, ed il numero dei morti raggiunse quota 260. Nel mese di settembre si registrarono 2031 nuovi casi, per un totale di 10.631 contagi, ed il numero dei morti salì a 272. Il numero dei pazienti guariti raggiunse quota 10.129.
Nel mese di ottobre si registrarono 764 nuovi casi, per un totale di 11.395 contagi, ed il numero dei decessi raggiunse quota 300. Il numero dei pazienti guariti raggiunse quota 10.790.
Il 18 novembre il governo congolese annunciò che era riuscito a contenere un focolaio del virus Ebola nella provincia dell'Equatore grazie all'assistenza provveduta dall'Organizzazione mondiale della sanità. Infatti, erano stati somministrati 40.000 vaccini contro il virus Ebola. Il dottor Matshidiso Moeti, direttore regionale dell'OMS per l'Africa, affermò che questa campagna di vaccinazione era stata utile per capire come continuare la lotta globale contro il coronavirus.
Nel mese di novembre si registrarono 1377 nuovi casi, per un totale di 12.772 contagi, ed il numero dei morti salì a 333. Il numero dei pazienti guariti raggiunse quota 11.580. Nel mese di dicembre si registrarono 4886 nuovi casi, per un totale di 17.658 contagi, ed il numero dei morti raggiunse quota 590. Il numero dei pazienti guariti raggiunse quota 14.700.
Nel mese di gennaio si registrarono 5113 nuovi casi, per un totale di 22.771 contagi, ed il numero dei morti superò quota 670. Il numero dei pazienti guariti raggiunse quota 15.030. Nel mese di febbraio si registrarono 3190 nuovi casi, per un totale di 25.961 contagi, ed il numero dei morti salì a 707. Il numero dei pazienti guariti raggiunse quota 18.950. Nel mese di marzo si registrarono 2181 nuovi casi, per un totale di 28.142 contagi, ed il numero dei morti salì a 743. Il numero dei pazienti guariti raggiunse quota 25.440.

### Campagna di vaccinazione
La campagna di vaccinazione iniziò il 19 aprile 2021, partendo da 1,7 milioni di dosi del vaccino Vaxzevria sviluppato da AstraZeneca (grazie all'iniziativa COVAX). Dopo aver somministrato 1700 dosi nella prima settimana della campagna di vaccinazione, le autorità sanitarie annunciarono che 1,3 milioni di dosi di vaccino sarebbero state ridistribuite per i paesi vicini (495.000 all'Angola, 350.000 al Gana, 250.000 al Madagascar, 140.000 al Togo e 80.000 alla Repubblica Centrafricana).
Nel mese di aprile si registrarono 1762 nuovi casi, per un totale di 29.904 contagi, ed il numero dei morti salì a 768. Il numero dei pazienti guariti raggiunse quota 26.250.
A metà del mese di maggio solo 5000 persone su 90 milioni avevano ricevuto la prima dose del vaccino. Inoltre, 1 milione e 300mila dosi di vaccino furono sprecate e buttate. Alla fine del mese si registrarono 1747 nuovi casi, per un totale di 31.651 contagi, ed il numero dei mortì salì a 782. Il numero dei pazienti guariti raggiunse quota 27.660.
Nel mese di giugno l'OMS segnalò un'ondata di casi dovuti alla variante Delta, anche nota come "variante indiana". In particolare, la capitale Kinshasa entrò nella terza ondata. Il ministro della Sanità Jean-Jacques Mbungani e la viceministra della Sanità Véronique Kilumba Nkulu furono vaccinati al fine di dare l'esempio. Alla fine del mese i nuovi casi furono 9790, per un totale di 41.241 contagi, ed il numero dei morti salì a 928. Il numero dei pazienti guariti raggiunse quota 28.410.
Nel mese di luglio si registrarono 8676 nuovi casi, per un totale di 49.917, ed il numero dei morti superò quota 1000. Il numero dei pazienti guariti salì fino ad avvicinarsi a quota 30.000.

## Misure preventive
Scuole, bar, ristoranti e luoghi di culto sono rimasti chiusi. Il 19 marzo, il presidente Félix Tshisekedi ha annunciato la sospensione dei voli. Il 24 marzo ha dichiarato lo stato di emergenza e ha chiuso i confini.

## Impatto socioeconomico

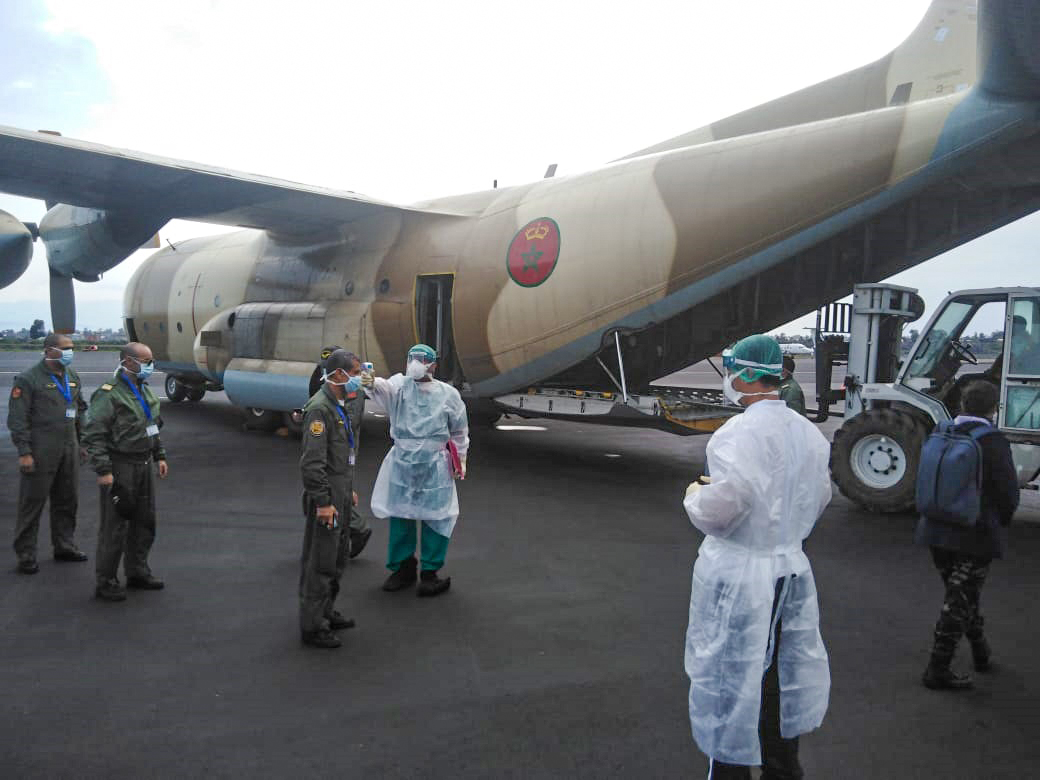
Un aereo inviato dal Marocco contente delle attrezzature mediche destinate ai medici congolesi, atterrato all'aeroporto di Goma il 16 aprile 2020.

Il 23 marzo 2020 venne chiuso il parco nazionale dei Virunga, al fine di proteggere i gorilla dalla COVID-19, in quanto questi animali sono vulnerabili alle malattie respiratorie trasmissibili dagli umani.
Il 22 aprile 2020 il Fondo Monetario Internazionale annunciò di voler rilasciare 363,27 milioni di dollari per aiutare la Repubblica Democratica del Congo. Il 27 aprile il primo ministro Sylvestre Ilunga annunciò che il bilancio di 11 miliardi di dollari pianificato per il 2020 non sarebbe stato adoperato a causa della pandemia. L'economia è stata colpita duramente dalla pandemia; l'economia della Repubblica Democratica del Congo, infatti, dipende dal commercio con gli altri paesi. Il bilancio approvato alla fine del 2019 venne allora criticato dal FMI, che lo definì "irrealistico".
Durante il confinamento è aumentato il numero dei casi di violenza domestica ai danni delle donne: le vittime erano costrette a rimanere in casa con i loro compagni violenti a causa delle misure di confinamento. Inoltre a Kinshasa c'è stato un aumento considerevole dei divorzi.
C'è stato un aumento del tasso di disoccupazione, che stava già avvenendo a Kinshasa prima della pandemia, e si è intensificato il fenomeno del banditismo (soprattutto le rapine a mano armata).